# Amigoe
Die Amigoe (dtsch.: Der Verkünder) ist eine Tageszeitung in niederländischer Sprache, die auf Aruba, Curaçao, Sint Maarten, Bonaire, Sint Eustatius und Saba seit Januar 1884 erscheint. Amigoe ist die älteste Zeitung der Niederländischen Antillen und war auch die erste Zeitung, die auf Aruba erschien.

## Geschichte
Die Zeitung wurde im Dezember 1883 vom Orden der Dominikaner auf der Insel Curaçao gegründet und wurde bis 1941 zweimal in der Woche herausgeben. Seit 1942 erscheint Amigoe täglich. In der Samstagsausgabe erscheint die Wochenbeilage Ñapa mit Nachrichten und aktuellen Ereignissen zum Wochenende.
Seit 2013 gibt es auf Curaçao eine Ausgabe Amigoe Express in englischer Sprache im Tabloidformat  mit kurzen lokalen und internationalen Nachrichten mit dem besonderen Augenmerk auf Unterhaltung, Veranstaltungen, Aktivitäten und Attraktionen für Touristen.
Herausgeber ist die Uitgeverij Amigoe N.V. mit Sitz in Curaçao. Vertrieben wird die Tageszeitung durch die Districo N.V., die für die tägliche Verteilung der Zeitung zuständig ist. Die Zeitung veröffentlicht auch eine digitale Ausgabe auf ihrer Website.
Die Redaktion besteht aus einem Chefredakteur und 14 angestellten Redakteuren sowie freien Mitarbeitern und Fotografen. Die Anzeigenabteilung beschäftigt zurzeit drei Mitarbeiter.

## Trivia
Auf der Insel Aruba ist Amigoe die einzige niederländische Abendzeitung, die ab 16 Uhr ausgeliefert wird oder im Zeitungshandel erhältlich ist.